# Cessna 208
El Cessna 208 Caravan és un avió lleuger monomotor propulsat per una turbohèlice i amb tren d'aterratge fix. Dissenyat per l'empresa nord-americana Cessna com a avió de càrrega i transport per a trajectes curts. Habitualment transporta 9 passatgers amb un sol pilot. Tot i això el seu usuari principal, l'empresa de paqueteria urgent FedEx, l'utilitza per al transport de mercaderies. També s'utilitza en altres aplicacions amb usuaris civils i militars, incloent versions específiques d'hidroavió amb flotadors i d'altre adaptades per aterrar en àrees no preparades.

## Disseny i desenvolupament

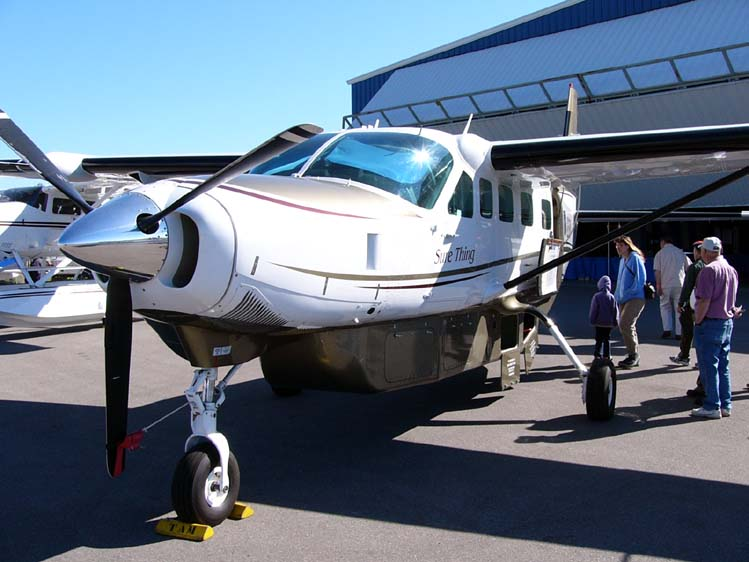
Cessna 208B Grand Caravan, amb contenidor portaequipatge sota el fuselatge.

El primer prototip va volar el 1982 i el model va obtenir al certificació per part de la FAA l'octubre de 1984. El disseny s'ha anat desenvolupant amb múltiples variants i millores des de llavors. La primera variant, el Cargomaster, modificada pel transport de mercaderies va ser dissenyada amb la col·laboració de l'empresa de paqueteria FedEx. Aquesta variant comptava amb un contenidor sota el fuselatge per ampliar la capacitat de càrrega (aquest es manté com a opció per les variants de passatgers). A partir d'aquest model Cessna va produir Super Cargomaster amb un nou fuselatge allargat. La variant dedicada al transport de passatgers era una versió d'aquest i s'anomenà Grand Caravan.
A part del tren d'aterratge fix tradicional també s'ofereixen alternatives adaptades al diferents entorns on ha d'operar el Caravan. Així hi ha modificacions amb esquís, pneumàtics engrandits per operar en pistes no preparades i flotadors que l'adapten com a hidroavió.
La cabina es pot configurar amb seients pels passatgers o compartiments de càrrega. Pel transport de passatgers se solen situar quatre fileres amb 3 seients (2 i 1 separats pel passadís d'accés) a més dels 2 seients dels pilots. Així es poden encabir fins a 13 passatgers (14 si comptem un sol pilot) tot i que Cessna declara que a partir de tan sols 4 passatgers el vol ja pot ser rendible.
La cabina també es pot configurar amb baixa densitat de passatgers (4 fileres amb 2 seients individuals), combinant càrrega i passatgers o tan sols per a càrrega. Moltes de les versions inclouen el dipòsit de càrrega inferior, que permet una major capacitat de càrrega i/o equipatge tot i que redueix lleugerament les prestacions de l'avió. En els avions utilitzats per al salt amb paracaigudes l'escotilla de càrrega s'ha modificat per adaptar-la a la seva utilització en vol.
L'abril de 2008 Cessna va anunciar que la cabina de cristall Garmin G1000 passaria a ser equipament estàndard en tots els nous Cessna 208.

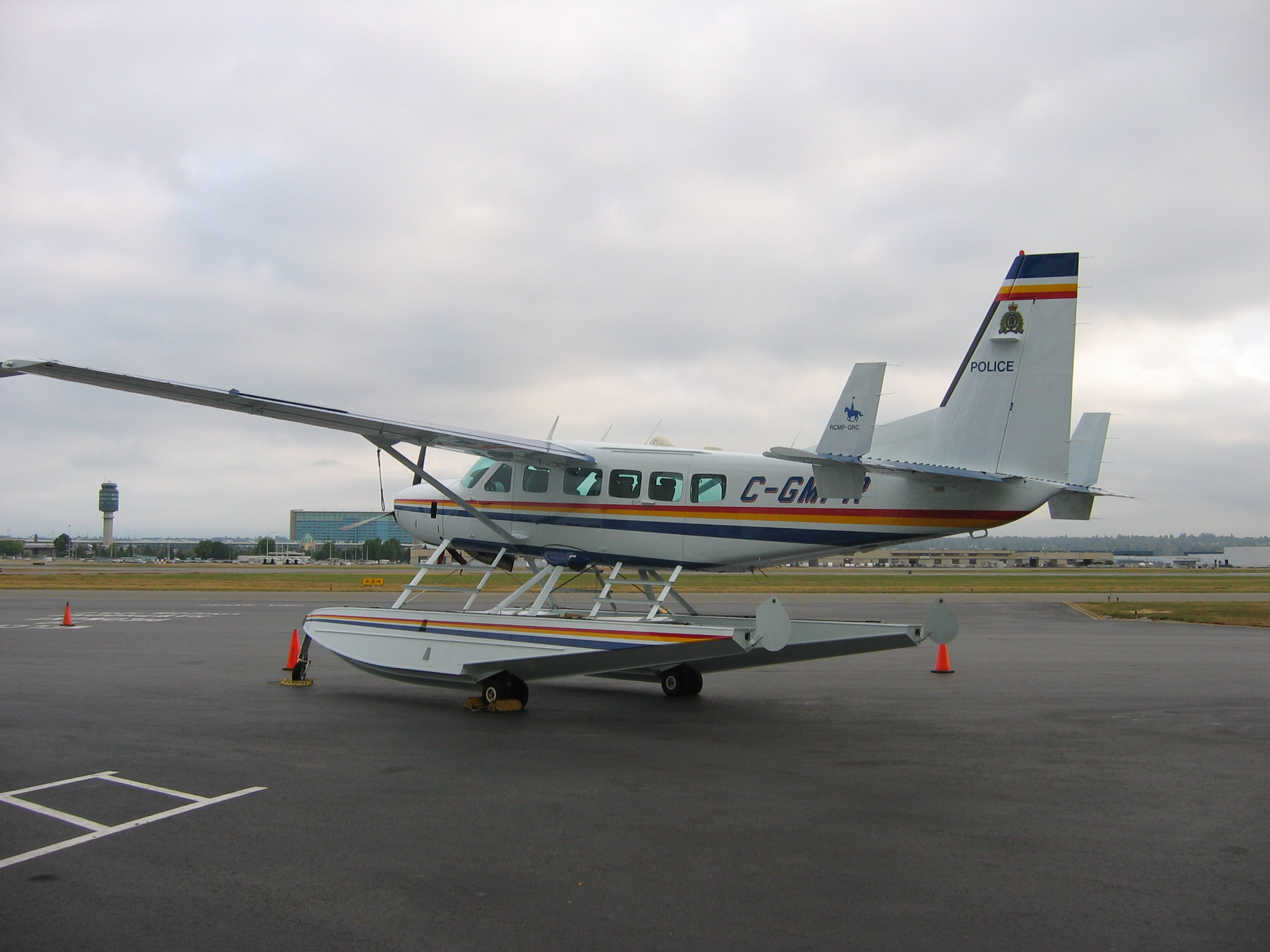
Un hidroavió 208A Caranvan amb flotadors amfibis de la Royal Canadian Mounted Police.

## Operadors

### Operadors civils
El Cessna 208 és emprat per organitzacions governamentals policials i d'evacuació mèdica. També està en operació amb un gran nombre de companyies per a tasques de transport de passatgers, càrrega, taxi i paracaigudistes. L'operador més important és l'empresa de paqueteria FedEx Express amb 239 aeronaus.

### Operadors militars
Un total de 134 Cessna 208 estaven en servei militar el 2016.

## Especificacions (Cessna 208 Grand Caravan)
Dades obtingudes de Cessna 208 Grand Caravan a la web oficial de Cessna:
Característiques generals:
- Tripulació:1
- Passatgers: 10-14
- Llargària: 12,67 m
- Envergadura: 15,87 m
- Altura: 4,71 m
- Superfície alar: 25,96 m²
- Pes en buit i equipat: 2.304 kg
- Càrrega útil: 1.681 kg
- Pes màxim a l'enlairament: 3.969 kg

Planta motriu: 
- Motors: 1 x turbohèlice Pratt & Whitney Canada PT6A-114A
- Potència: 675 CV
- Hèlix: McCauley de 3 pales i pas constant

Rendiment:
- Velocitat de creuer: 184 nusos (341 km/h)
- Velocitat mínima de vol: 61 nusos (113 km/h)
- Abast: 917 milles nàutiques (1.698 km)
- Sostre de servei: 25.000 peus (7.620 m)
- Taxa d'ascens: 5,0 m/s